# Nitidella nitida
Nitidella nitida är en snäckart som först beskrevs av Jean-Baptiste Lamarck 1822.  Nitidella nitida ingår i släktet Nitidella och familjen Columbellidae. Inga underarter finns listade i Catalogue of Life.